# Castelo de Urquhart
O Castelo de Urquhart (pronuncia-se /ˈɜːrkərt/; em gaélico escocês: Caisteal na Sròine) é uma fortaleza em ruínas localizada às margens do Lago Ness, nas Terras Altas da Escócia. Fica na estrada A82, a 21 quilômetros a sudoeste de Inverness e a 2 quilômetros a leste da vila de Drumnadrochit.
As ruínas atuais datam dos séculos XIII ao XVI, embora o castelo tenha sido construído sobre o local de uma antiga fortificação medieval. Fundado no século XIII, o Castelo de Urquhart teve um papel importante nas Guerras de independência da Escócia, no século XIV. Depois, passou a ser um castelo real e foi alvo de ataques pelos condes MacDonald de Ross em diversas ocasiões. Em 1509, foi concedido ao Clã Grant, mas os conflitos com os MacDonald continuaram. Apesar de uma série de novos ataques, o castelo foi fortalecido, mas acabou sendo abandonado por volta do século XVII. Em 1692, Urquhart foi parcialmente destruído para evitar que fosse usado pelas forças jacobitas, e com o tempo caiu em decadência. No século XX, o castelo foi colocado sob os cuidados do governo escocês como um monumento protegido e aberto ao público. Atualmente, é um dos castelos mais visitados da Escócia, com 547.518 visitantes apenas em 2019.
O castelo, situado em um promontório com vista para o Lago Ness, é um dos maiores da Escócia em área. O acesso era feito pelo oeste, sendo defendido por um fosso e uma ponte levadiça. Os edifícios do castelo foram organizados em torno de duas grandes áreas próximas à margem. A parte norte, chamada Nether Bailey, abriga as estruturas mais preservadas, como a casa de entrada e a Torre Grant de cinco andares, localizada na extremidade norte. Já a parte sul, chamada Upper Bailey, está em um terreno mais elevado e contém os restos de construções mais antigas.

## História

### Alta Idade Média
O nome Urquhart vem do século VII, da expressão Airdchartdan, uma mistura de palavras do irlandês antigo (aird, que significa "ponto" ou "promontório") e do galês antigo (cardden, que significa "moita" ou "bosque"). Desde o início do século XX, foram encontradas em Urquhart pedras vitrificadas, submetidas a calor intenso, algo típico de fortificações medievais antigas.
A hipótese de que Urquhart poderia ter sido a fortaleza de Bridei, filho de Maelchon, rei dos pictos do norte, levou o professor Leslie Alcock a realizar escavações em 1983. Na obra Life of Columba, escrita por Adomnano, há o relato de que São Columba visitou Bridei em algum momento entre 562 e 586, embora haja poucos detalhes geográficos no texto. Adomnano também menciona que, durante essa visita, Columba converteu um nobre picto chamado Emchath, que estava à beira da morte, junto com seu filho Virolec e seus familiares, em um local chamado Airdchartdan.
As escavações, confirmadas por datação por radiocarbono, indicaram que o monte rochoso no canto sudoeste do castelo foi o local de uma grande fortificação entre os séculos V e XI. Com base nessas descobertas, o professor Alcock concluiu que Urquhart provavelmente foi a residência de Emchath, e não de Bridei, que teria estado mais ligado à região de Inverness, possivelmente no local do atual castelo ou em Craig Phadrig, a oeste.

### O primeiro castelo
Algumas fontes sugerem que Guilherme I, o Leão, teria construído um castelo em Urquhart no século XII, embora o professor Leslie Alcock não encontre evidências para isso. Nos séculos XII e XIII, o clã Meic Uilleim (ou MacWilliams), descendentes de Malcolm III, organizaram uma série de rebeliões contra o rei David I e seus sucessores. A última dessas revoltas foi sufocada em 1229, e, para manter a ordem, o rei Alexandre II concedeu o castelo de Urquhart ao seu Hostarius (título equivalente a um oficial da corte ou porteiro), Thomas de Lundin. Após a morte de Thomas, alguns anos depois, o castelo passou para seu filho, Alan Durward. É provável que o castelo original tenha sido construído logo depois desse período, com foco no motte (colina fortificada) localizado no sudoeste do local. Em 1275, após a morte de Alan, o rei concedeu Urquhart a João II Comyn, Senhor de Badenoch.

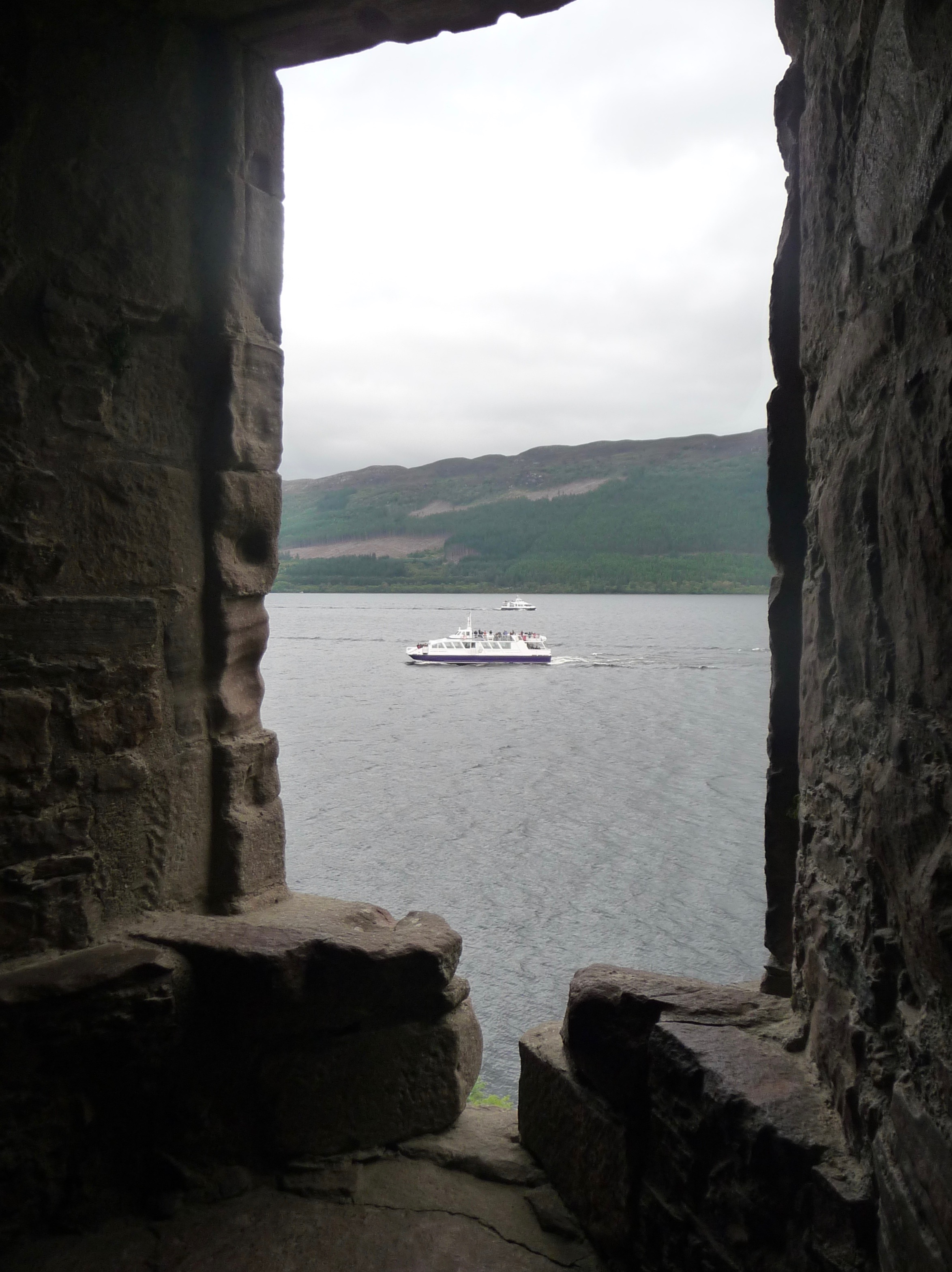
Vista do lago Ness de uma janela na muralha oeste do castelo.

O primeiro registro histórico do Castelo de Urquhart ocorre em 1296, quando ele foi capturado por Eduardo I da Inglaterra. A invasão de Eduardo marcou o início das Guerras de independência da Escócia, que continuariam de forma intermitente até 1357. Eduardo nomeou Sir William Fitz Warin como o responsável por defender o castelo pelos ingleses.
Em 1297, Fitz Warin foi emboscado por Sir Andrew de Moray enquanto retornava de Inverness, e Moray logo cercou o castelo, tentando um ataque noturno que acabou falhando. Os ingleses devem ter sido expulsos logo depois, pois, em 1298, Urquhart estava novamente sob controle dos escoceses. Em 1303, Sir Alexander de Forbes não conseguiu resistir a outro ataque inglês. Dessa vez, Eduardo nomeou Alexander Comyn, irmão de João III Comyn, Senhor de Badenoch, como governador, já que a família Comyn havia se aliado aos ingleses contra Robert Bruce. Em 1306, após Bruce matar João "Comyn Vermelho", ele derrotou os Comyns de vez ao marchar pelo Grande Vale em 1307, tomando os castelos de Inverlochy, Urquhart e Inverness. A partir desse momento, Urquhart se tornou um castelo real, administrado por uma série de guardiões em nome da coroa escocesa.
Em 1329, Sir Robert Lauder de Quarrelwood era o responsável pelo Castelo de Urquhart. Após lutar na Batalha de Halidon Hill em 1333, onde os escoceses foram derrotados, Lauder voltou para defender Urquhart contra outra invasão inglesa que estava sendo ameaçada. O castelo foi um dos cinco na Escócia que permaneceram sob controle escocês nesse período (os outros eram Dumbarton, Lochleven, Kildrummy e Loch Doon). Em 1342, o rei David II passou o verão caçando em Urquhart, sendo o único rei a ter se hospedado ali.
Nos duzentos anos seguintes, o Grande Vale foi alvo de frequentes ataques pelos MacDonald, Senhores das Ilhas, poderosos governantes de um reino semi-independente no oeste da Escócia, que reivindicavam legitimamente o título de conde de Ross. Em 1395, Domhnall de Islay tomou o Castelo de Urquhart da coroa e conseguiu mantê-lo por mais de 15 anos. Seu irmão, Alexander MacDonald, Senhor de Lochaber, também tinha um contrato com Thomas Dunbar, Conde de Moray, para defender a região, que incluía acesso ao Grande Vale. Em 1411, Donald MacDonald marchou pelo vale para reivindicar o título de conde de Ross. Ele enfrentou Alexander Stewart, conde de Mar, na Batalha de Harlaw. Donald venceu a batalha e manteve o controle de Ross depois disso. Jaime I reconheceu seu título como o primeiro conde de Ross de sua família. Mesmo assim, a coroa logo retomou o controle de Urquhart.
Em 1437, Alexander, filho de Domhnall e conde de Ross, atacou a região de Glen Urquhart, mas não conseguiu tomar o castelo. Fundos reais foram destinados para reforçar as defesas do castelo. O filho de Alexander, João, o sucedeu em 1449, aos 16 anos de idade. Em 1452, ele também liderou um ataque pelo Grande Vale, tomando Urquhart e recebendo a posse das terras e do castelo por toda a vida. No entanto, em 1462, João fez um acordo com Eduardo IV da Inglaterra contra o rei escocês Jaime III. Quando isso foi descoberto por Jaime em 1476, João perdeu seus títulos, e Urquhart foi entregue a um aliado da coroa, o Conde de Huntly.

### Os Grant

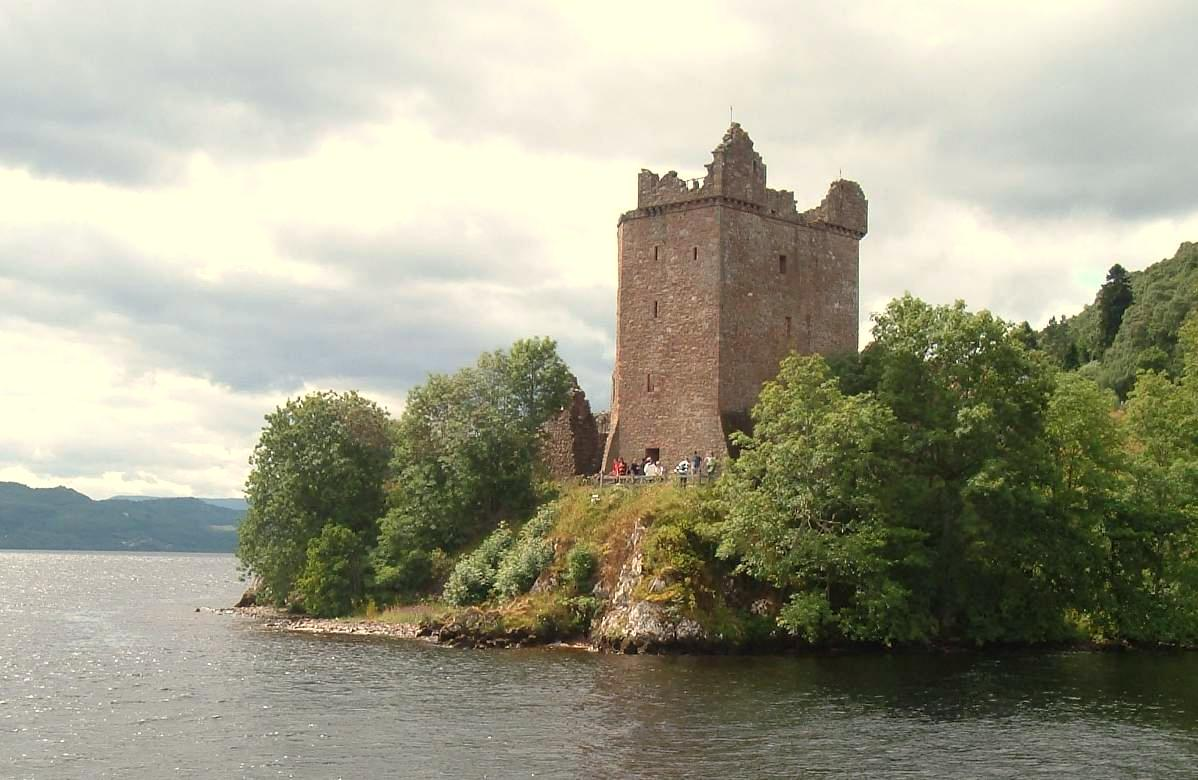
A Grande Torre vista do Lago Ness

O Conde de Huntly trouxe Sir Duncan Grant de Freuchie para restaurar a ordem na área em torno do Castelo de Urquhart. Em 1502, o filho de Duncan, John Grant de Freuchie (falecido em 1538), recebeu um arrendamento de cinco anos da propriedade de Glen Urquhart. Em 1509, o rei Jaime IV concedeu a John Grant o Castelo de Urquhart, junto com as propriedades de Glen Urquhart e Glenmoriston, em caráter perpétuo, com a condição de que ele reparasse e reconstruísse o castelo.
Os Grant mantiveram a posse do castelo até 1512, apesar dos contínuos ataques vindos do oeste. Em 1513, após o desastre da Batalha de Flodden, Sir Donald MacDonald de Lochalsh tentou tirar proveito do caos na Escócia, reivindicando o título de Senhor das Ilhas e ocupando o Castelo de Urquhart. John Grant recuperou o castelo antes de 1517, mas não antes de os MacDonalds levarem 300 cabeças de gado e 1.000 ovelhas, além de saquearem as provisões do castelo. Grant tentou, sem sucesso, pedir indenização a MacDonald.
James Grant de Freuchie (falecido em 1553) sucedeu seu pai e, em 1544, envolveu-se com Huntly e o Clã Fraser em uma disputa com os MacDonalds de Clanranald, que culminou na Batalha das Camisas. Em retaliação, os MacDonalds e seus aliados, os Camerons, atacaram e capturaram o Castelo de Urquhart em 1545. Esse ataque, conhecido como o "Grande Saque", foi um sucesso para os MacDonalds, que levaram 2.000 cabeças de gado, além de centenas de outros animais, e esvaziaram o castelo, levando móveis, canhões e até os portões. Grant recuperou o castelo e recebeu terras dos Camerons como compensação.
O "Grande Saque" foi o último grande ataque. Em 1527, o historiador Hector Boece escreveu sobre os "muros arruinados" de Urquhart, mas, ao final do século XVI, o castelo já havia sido reconstruído pelos Grant, que se tornaram uma força poderosa nas Terras Altas. As reformas e reconstruções continuaram até 1623, embora o castelo já não fosse mais uma residência favorita. Em 1644, um grupo de Covenanters (agitadores presbiterianos) invadiu o castelo enquanto Lady Mary Grant estava hospedada, roubando-a e expulsando-a por sua adesão ao episcopalismo. Um inventário feito em 1647 mostra que o castelo estava praticamente vazio. Quando Oliver Cromwell invadiu a Escócia em 1650, ele ignorou Urquhart, preferindo construir fortes em cada extremidade do Grande Vale.
Quando Jaime VII foi deposto na Revolução de 1688, Ludovic Grant de Freuchie apoiou Guilherme de Orange e guarneceu o castelo com 200 de seus próprios soldados. Embora estivessem sem armas, os soldados estavam bem abastecidos e, quando uma força de 500 jacobitas (apoiadores do exilado James) cercou o castelo, a guarnição conseguiu resistir até depois da derrota da principal força jacobita em Cromdale, em maio de 1690. Quando os soldados finalmente partiram, eles explodiram a porta do castelo para impedir a reocupaçãopor parte dos jacobitas. Hoje, grandes blocos de alvenaria em colapso ainda podem ser vistos ao lado das ruínas do portão. O Parlamento ordenou que £2.000 fossem pagos como compensação a Grant, mas nenhuma reforma foi realizada. O saques subsequentes da alvenaria e de outros materiais para reuso por moradores locais reduziram ainda mais as ruínas, e a Torre Grant parcialmente desabou após uma tempestade em 1715.

## História posterior
Na década de 1770, o castelo já não tinha telhado e era considerado uma ruína romântica por pintores e visitantes do século XIX que exploravam as Terras Altas. Em 1884, o castelo passou para o controle de Caroline, Condessa Viúva de Seafield, após a morte de seu filho, o 8º Conde de Seafield. Ao falecer em 1911, o testamento de Lady Seafield determinou que o Castelo de Urquhart fosse confiado aos cuidados do estado. Em outubro de 1913, a responsabilidade pela manutenção do castelo foi transferida para os Comissários dos Trabalhos e Edifícios Públicos de Sua Majestade. A Historic Environment Scotland (anteriormente conhecida como Historic Scotland), sucessora do Office of Works, continua a cuidar do castelo, que é um monumento marcado em reconhecimento à sua importância nacional.
Em 1994, a Historic Scotland propôs a construção de um novo centro de visitantes e estacionamento para resolver os problemas de estacionamento na principal estrada A82. A forte oposição da comunidade local levou a uma investigação pública, que aprovou as propostas em 1998. O novo edifício foi projetado para ser enterrado na encosta abaixo da estrada, com espaço para estacionamento no telhado da estrutura. O centro de visitantes inclui uma exposição sobre a história do local, com uma série de réplicas da época medieval, além de um cinema, um restaurante e uma loja. O castelo está aberto o ano todo e também pode sediar cerimônias de casamento. Em 2018, 518.195 pessoas visitaram o Castelo de Urquhart, tornando-o o terceiro local mais visitado da Historic Scotland, atrás apenas dos castelos de Edimburgo e Stirling.